# ジョージ・ラムゼイ (第4代ダルハウジー伯爵)
第4代ダルハウジー伯爵ジョージ・ラムゼイ（英語: George Ramsay, 4th Earl of Dalhousie、1696年没）は、スコットランド貴族。1674年から1682年までラムゼイ卿の儀礼称号を使用した。

## 生涯
第3代ダルハウジー伯爵ウィリアム・ラムゼイとメアリー・ムーア（Mary Moore、1726年3月17日没、初代ドロヘダ伯爵ヘンリー・ムーアの娘）の息子として生まれた。
1682年11月に父が死去すると、ダルハウジー伯爵の爵位を継承したが、この時点では未成年だった。
1696年にオランダでハミルトン（Hamilton）という男性に殺害され、弟ウィリアムが爵位を継承した。